# Sober (Demi Lovato)
Sober è un singolo della cantante statunitense Demi Lovato, pubblicato il 21 giugno 2018. Il brano è stato scritto dalla stessa cantante in collaborazione con Mark Landon, Tushar Apte e Sam Roman.

## Descrizione
Inizialmente diffuso solo sulle piattaforme di streaming, il brano è stato reso disponibile in download poche ore più tardi. Di esso è stato inoltre pubblicato un lyric video sul canale YouTube della cantante. In Sober, Lovato si scusa per aver rotto, per la prima volta dopo sei anni, il suo voto di sobrietà.

## Esibizioni dal vivo
La cantante ha eseguito il brano dal vivo per la prima volta a Rock in Rio Lisboa il 24 giugno 2018. Sober è stato successivamente aggiunto alla scaletta delle date britanniche del suo Tell Me You Love Me Tour.

## Tracce
Download digitale
1. Sober – 3:17

## Formazione
- Tushar Apte – testi, musiche, produzione
- Mitch Allan – produzione vocale, tecnico del suono
- William Binderup – aiuto tecnico missaggio
- Demi Lovato – voce, testi, musiche
- M-Phazes (Mark Landon) – testi, musiche, produzione
- Erik Madrid – mixing
- Rafe Noonan – missaggio tecnico
- Sam Roman (Romans) – coro, testi, musiche, produzione, tastiere

## Classifiche
| Classifica (2018) | Posizione massima |
| ----------------- | ----------------- |
| Australia         | 50                |
| Canada            | 48                |
| Irlanda           | 34                |
| Portogallo        | 29                |
| Regno Unito       | 63                |
| Repubblica Ceca   | 74                |
| Slovacchia        | 52                |
| Stati Uniti       | 47                |
| Svezia            | 83                |
| Svizzera          | 61                |